# 성우 (기업)
주식회사 성우는 대한민국의  2차 전지 및 카메라모듈 부품 자동차 전장용 부품 기업으로, 본사는 경상북도 구미시 3공단2로 107 (시미동)에 있다.

## 개요
수원시의 시내버스 업체인 성우운수와는 아무 관련이 없다.